# NGC 2766
NGC 2766 este o galaxie LINER situată în constelația Racul. A fost descoperită în 22 martie 1884 de către Édouard Stephan⁠(d).